# 瓦岩乡
瓦岩乡（羅馬化：vat ngiep），是中华人民共和国四川省凉山彝族自治州越西县曾经下辖的一个乡。2021年1月12日，撤销瓦岩乡和板桥乡，设立板桥镇。以原瓦岩乡和原板桥乡所属行政区域为板桥镇的行政区域。

## 行政区划
瓦岩乡撤销前下辖以下地区：
前进村、瓦岩村、渔洞村、春景村、秋林村、桃园村、茶园村、后山村和安乐村。